# مکتب الئایی
مکتب الئایی (به انگلیسی: Eleatics) یکی از مهم‌ترین و تأثیرگذارترین مکاتب فلسفی پیشاسقراطی بود. پارمنیدس که مهم‌ترین فیلسوف این مکتب به‌شمار می‌رود، شالودهٔ تفکّر الئاییان را تأکید بر دوگانگی میان حقیقت و ظاهر، و غیرقابل اطمینان بودن حواس قرار می‌داد. در مکتب الئایی هیچ خلقی نمی تواند وجود داشته باشد، زیرا وجود نمی‌تواند ناشی از عدم باشد، زیرا یک چیز نمی‌تواند از چیزی متفاوت ناشی شود. این مکتب تغییر را ناممکن می‌پنداشت؛ و واقعیت را تنها در بودن می‌دید پس از او زنون با طرح پارادوکس‌هایی در مقام دفاع از این عقیده برآمد.
الئا نام شهری باستانی در ایتالیا می‌باشد این مکتب در آن‌جا چشم وا کرد و زنون الئایی و پارمنیدس در این شهر متولد شده بودند.
مکتب الئایی از ثمربخش‌ترین فلسفه‌های باستان برای علم و ریاضیّات بود؛ چرا که مستقیماً راه به نظریهٔ اتمی قدیم برد و قرن‌ها بعد، پس از تحوّلی اساسی به هیئت نظریهٔ اتمی جدید درآمد. از سوی دیگر، تلاش برای حل پارادوکس‌های زنون نیز موجب پیشرفت‌های بسیاری دربارهٔ سری‌های واگرا به صفر در ریاضیات گردید.